# Ponderinella
Ponderinella is een geslacht van weekdieren uit de klasse van de Gastropoda (slakken).

## Soorten
- Ponderinella carlosi Rolán & Rubio, 2002
- Ponderinella finalis Rolán & Rubio, 2002
- Ponderinella gabonensis Rolán & Rubio, 2012
- Ponderinella ghanensis (Rolán & Ryall, 2000)
- Ponderinella lignicola B. A. Marshall, 1988
- Ponderinella major Hasegawa, 1997
- Ponderinella minutissima Rolán & Rubio, 2002
- Ponderinella skeneoides Rolán & Rubio, 2002
- Ponderinella tornatica (Moolenbeek & Hoenselaar, 1995)
- Ponderinella xacriaba Absalão, 2009